# Gagea baluchistanica
Gagea baluchistanica är en liljeväxtart som beskrevs av Igor Germanovich Levichev och Syed Irtifaq Ali. Gagea baluchistanica ingår i Vårlökssläktet och i familjen liljeväxter.
Artens utbredningsområde är Pakistan. Inga underarter finns listade.